# Miniopterus tao
Miniopterus tao és una espècie extinta de ratpenat del gènere Miniopterus que visqué durant el Plistocè en allò que avui en dia és Zhoukoudian (Xina). És conegut a partir de diversos maxil·lars inferiors que el 1963 foren atribuïts a l'espècie vivent M. schreibersii, però el 1986 foren descrits com una espècie nova. M. tao era més gros que M. schreibersii. Tenia les premolars inferiors més properes entre si i uns talònids més robustos a les molars inferiors. La part posterior del maxil·lar inferior és relativament baixa i les seves apòfisis coronoides i condílies tenen més o menys la mateixa alçada. Els maxil·lars tenen una llargada mitjana de 12 mm.